# Гай Хелвидий Приск
Вижте пояснителната страница за други личности с името Хелвидий.
Вижте пояснителната страница за други личности с името Приск.
Гай Хелвидий Приск (Gaius Helvidius Priscus: † 71 или 74) е стоик философ и политик по времето на управлението на римските императори Нерон и Веспасиан.
Той е републиканец, както бащата на съпругата му Фания, философа-стоик Публий Клодий Тразеа Пет. По времето на Нерон той е квестор в Ахея. Става народен трибун 56 г., създава ред в Армения и е уважаван от народа. През 66 г. е изгонен от Рим, заради обявената му симпатията към Брут и Касий. През 68 г. Галба го връща обратно. Става претор 70 г. и е в опозиция на Вителий. Понеже не признава Веспасиан е отново изгонен.
По нареждане на Веспасиан Приск е екзекутиран през 71 или 74 г. Философът Херений Сенецион пише за него биография във форма на похвална реч по поръчка на вдовицата му и затова е екзекутиран от император Домициан.
Баща е на Гай Хелвидий Приск (консул 87 г.).